# 最上騒動
最上騒動（もがみそうどう）は、江戸時代前期の出羽山形藩最上家に起こったお家騒動である。

## 経緯
最上家の家督継承や一族・家臣団の統制は、第11代当主（初代山形藩主）最上義光の晩年頃から事件に至るまで不安定な状況にあった。義光の後継については長男の義康が筋目であるところ、両者の間が不和であった一方で義光次男の家親が徳川家康・秀忠らに近侍していたことから、義光には御家安泰のためにも次男に家督を譲ろうという思惑があった。
慶長16年（1611年）、義康は何者かによって暗殺された。義光による謀殺ともされ、家臣の単独犯行ともいい、真相は不明で年代についても複数説がある。後に義康が和解を図っていたことを知った義光は病に倒れ、失意のうちに慶長19年（1614年）に死去した。家督を相続したのは次男の家親である。
大坂冬の陣が始まった際、家親は徳川将軍家との関係を強化するため、豊臣家と親密な関係にあった弟（義光三男）の清水義親を誅殺する。そして冬の陣・夏の陣では江戸城留守居役を務め、幕府への忠誠を示した。しかし家親は2年後の元和3年（1617年）に江戸で急死する。その死は「猿楽を見ながら頓死す。人みなこれをあやしむ」（徳川実紀）というもので、毒殺説も有力である。家督は家親の一人息子家信（後に義俊に改名）が継いだ。
家信は若年で指導力が発揮できず、重要な決定については幕府の裁断を仰ぐことが取り決められた。その上、家信は凡庸で文弱に溺れたとされ、最上家臣団は家信に不満を持ちこれを廃して義光四男の山野辺義忠の擁立を画策する一派と家信をあくまで擁護する一派に分裂し、激しい内紛を引き起こした。
元和8年（1622年）、松根光広（義光の甥）が老中酒井忠世に「家親の死は楯岡光直（義光の弟）による毒殺である」と訴え出た。酒井は楯岡を調べたが証拠はなく、松根は柳河藩立花家にお預けとなった。騒動を重く見た幕府は、一旦最上領を収公した上で家信には新たに6万石を与え、家信成長後に本領を還すと決定した。山野辺と重臣の鮭延秀綱は納得せず、「松根のような家臣を重用する家信をもり立てていくことはできない」と言上した。幕府は態度を硬化させ、元和8年（1622年）に山形藩最上家（51万石とも57万石ともいう）を改易した。これは江戸時代を通じ豊臣秀頼・松平忠輝に次ぐ石高規模の改易であった。ただし義俊には近江大森1万石が与えられ、最上家の存続は許された。
なお、山形城を受け取る使者となった老中本多正純が現地に赴く途中で処分され、後に改易される事件も起こっている（宇都宮城釣天井事件）。

## その後の最上旧領、最上家と旧最上家中
事件の後、山形には譜代大名の鳥居忠政が磐城平藩から移封することになった（22万石）が、最上旧領は広大であったため、他に忠政女婿の酒井忠勝が信濃松代藩から移封した庄内藩（13.8万石）、忠政義弟の戸沢政盛が常陸松岡藩から移封した新庄藩（6万石）などに分割された。山形藩鳥居家は後に改易（さらに後、減転封で再興）されたものの、他の2藩は明治維新まで存続した。
最上家は大森に移った義俊の死後、跡を継いだ義智が幼少のために5,000石に減知されて大名ではなくなり、子孫は交代寄合として続いた。
山野辺義忠は備前岡山藩主池田忠雄のもとに追放されたが、家臣十数名を召し抱えたままの隠居であった。12年後の寛永10年（1633年）に赦免され、幕命により常陸水戸藩初代藩主の徳川頼房の元に派遣された。義忠は頼房に1万石と家老職を与えられ、後には第2代藩主徳川光圀の教育係も務めている。以後、山野辺家は代々家老職を務めた。江戸時代後期になると助川海防城の普請が藩を挙げて行われ、築城と同時に執政兼海防掛の山野辺義観の家督相続と家老就任が命じられ、知行地1万石の引き替えと共に助川村への屋敷構居住が発令されている。
楯岡光直は肥後国熊本藩細川家に預けられ、その子の代に肥後藩に召し抱えられて重臣となった。山野辺家の3代義清は楯岡家から養子に迎えられた。
松根光広の子孫は伊予宇和島藩伊達家の家老として続いた。幕末には伊達宗城を補佐した松根図書が出ている。夏目漱石の弟子として知られる俳人松根東洋城は図書の孫に当たる。